# Язык модулей ML
Язык модулей ML — система модулей, используемая преимущественно в языках программирования семейства ML, имеющая аппликативную семантику, иначе говоря, представляющая собой небольшой функциональный язык, оперирующий модулями.
Является наиболее развитой системой модулей среди встречающихся в языках программирования.

## Общие сведения
В простейшей форме язык модулей состоит из трёх видов модулей:
- структура
- сигнатура
- функтор

Сигнатуру можно рассматривать как описание структуры, а структуру, соответственно, как реализацию сигнатуры. Многие языки предоставляют похожие конструкции, обычно под другими названиями: сигнатуры часто называются интерфейсами или спецификациями пакетов, а структуры часто называются реализациями (implementations) или пакетами. Вне зависимости от терминологии, идея состоит в назначении типа целому фрагменту кода. В отличие от многих языков, в ML отношения между сигнатурами и структурами выстраиваются по схеме «многие-ко-многим», а не «многие-к-одному» или «один-к-одному». Сигнатура может описывать множество разных структур, а структура может соответствовать многим разным сигнатурам. Большинство других языков связаны более сильными ограничениями, требуя, чтобы данная структура имела единственную сигнатуру, или чтобы данная сигнатура выводилась из единственной структуры. Это не так в случае ML.
В мейнстримных объектно-ориентированных языках вроде C++ или Java, абстракция обеспечивается посредством классов, которые совмещают в одной концепции сразу ряд возможностей (наследование, подтипизацию и динамическую диспетчеризацию), что затрудняет их формализацию и может приводить к нежелательным последствиям при неосторожном использовании. В отличие от классов, язык модулей ML полностью фокусируется на абстракции, предоставляя обширный спектр её форм и обеспечивая надёжную формальную базу для их исследования. Он предоставляет возможности управления иерархией пространств имён, тончайшей настройки интерфейсов, абстракцией на стороне реализатора и на стороне клиента.
Функторы являются уникальным понятием, не имеющим аналогов в большинстве языков. Они являются функциями над структурами, то есть вычисляют новые структуры на основе уже вычисленных, естественно, в соответствии с определёнными сигнатурами. Это позволяет решать самые разнообразные задачи структурирования сложных программ.
При этом соблюдаются два требования:
- полная статическая типобезопасность зависимостей между компонентами разных модулей;
- возможность раздельной компиляции модулей (в том числе функторов, в том числе, если в программе нет ни одной структуры, которая могла бы быть передана данному функтору в качестве параметра).

На практике возможность раздельной компиляции не всегда используется — существуют полнопрограммно-оптимизирующие компиляторы, раскрывающие рамки модулей для значительного повышения быстродействия программ.

## Язык

### Структуры и сигнатуры
Окружение (англ. environment) в ядре ML (англ. Core ML) представляет собой коллекцию определений (типов, в том числе функциональных, и значений, в том числе функциональных и исключительных). Окружение имеет лексическую область видимости.
Структура (structure) представляет собой «материализованное» окружение, превращённое в значение, которым можно манипулировать. В отношении ранних реализаций языка модулей это определение является в некотором роде условностью, так как изначально структуры могли определяться или вычисляться только на верхнем уровне кода (в глобальном окружении). Последующие работы развивают язык модулей до первоклассного уровня.
Введение понятия структуры требует пересмотра определения окружения в ядре языка. Отныне окружение представляет собой коллекцию типов, значений и структур. Соответственно, структура представляет собой коллекцию типов, значений и других структур. Рекурсивное вложение структур не допускается, хотя некоторые реализации их поддерживают.
Основным средством определения структур являются инкапсулированные объявления, то есть объявления, заключённые в синтаксические скобки struct...end. Например, следующая структура реализует стек, определяя внутреннюю организацию объектов алгебраического типа «стек» и минимально необходимый набор функций над ним:
```
struct

   
type
 
'a
 
t
 
=
 
'a
 
list

   
val
 
empty
 
=
 
[]

   
val
 
isEmpty
 
=
 
null

   
val
 
push
 
=
 
op
 
::

   
val
 
pop
 
=
 
List
.
getItem

end

```

«Значением» этого инкапсулированного объявления является структура. Чтобы это значение использовать, необходимо назначить ему идентификатор:
```
structure
 
Stack
 
=
 
struct

   
type
 
'a
 
t
 
=
 
'a
 
list

   
val
 
empty
 
=
 
[]

   
val
 
isEmpty
 
=
 
null

   
val
 
push
 
=
 
op
 
::

   
val
 
pop
 
=
 
List
.
getItem

end

```

Теперь доступ к компонентам структуры может осуществляться посредством составных (или квалифицированных) имён, например, Stack.push, Stack.empty : Stack.t.
Сигнатура (signature) представляет собой перечисление описаний элементов структуры, то есть интерфейс структуры. Каждый элемент этого перечисления называется спецификацией. Если в сигнатуре для значения x специфицирован тип t, то в структуре идентификатор x должен привязываться к значению типа t. Можно понимать сигнатуру как своего рода «тип» структуры, но сигнатура не является типом в строгом понимании, так как тип представляет собой множество значений, а «значение сигнатуры» может содержать типы (которые в ML значениями не являются). Каждый идентификатор в сигнатуре должен быть единственен. Правило лексического затенения имён в сигнатурах не соблюдается, поэтому порядок их перечисления значения не имеет, но типы должны быть объявлены до их использования, поэтому традиционно их помещают в начало сигнатуры.
Определение сигнатуры записывается в синтаксических скобках sig...end. Например, структура Stack имеет следующую сигнатуру (компилятор выводит её автоматически):
```
structure
 
Stack
 
:
 
sig

   
type
 
'a
 
t
 
=
 
'a
 
list

   
val
 
empty
:
 
'a
 
t

   
val
 
isEmpty
:
 
'a
 
t
 
->
 
bool

   
val
 
push
:
 
'a
 
*
 
'a
 
t
 
->
 
'a
 
t

   
val
 
pop
:
 
'a
 
t
 
->
 
(
'a
 
*
 
'a
 
t
)
 
option

end

```

Основным свойством сигнантур является то, что структуры могут сопоставляться (англ. match) с ними. Структура является сопоставимой с данной сигнатурой, если она содержит как минимум перечисленные в сигнатуре типы, значения и вложенные структуры.
Существуют две формы сопоставления структур с сигнатурами: прозрачное (англ. transparent) и тёмное (англ. opaque). Обобщённо возможность выбирать форму подписывания называется свойством полупрозрачности (англ. translucency) сигнатур.
Выведенная компилятором «сигнатура по умолчанию» обычно является избыточной, так как предоставляет в общий доступ информацию о реализации своих компонентов, что является нарушением принципа абстракции. Поэтому в большинстве случаев программист явно описывает желаемую сигнатуру и осуществляет подписывание сигнатурой (англ. signature ascription) или опечатывание (англ. sealing), обеспечивая таким образом сокрытие выбранных им компонентов структуры от остальной программы. Говоря более точно, осуществляется привязка структуры, прошедшей сопоставление.
Например, разработчик может определить сигнатуру, описывающую разнообразные потоки данных (структуры данных с последовательным доступом), и назначить ей идентификатор:
```
signature
 
STREAM
 
=
 
sig

   
type
 
'a
 
t

   
val
 
empty
 
:
 
'a
 
t

   
val
 
isEmpty
:
 
'a
 
t
 
->
 
bool

   
val
 
push
:
 
'a
 
*
 
'a
 
t
 
->
 
'a
 
t

   
val
 
pop
:
 
'a
 
t
 
->
 
(
'a
 
*
 
'a
 
t
)
 
option

end

```

Собственная сигнатура структуры может обогащать (англ. enrich) сигнатуру, с которой производится сопоставление, то есть содержать большее количество компонентов, большее количество типов и эти типы могут быть более общими. Отношение обогащения формально записывается как {\displaystyle S_{1}\succ S_{2}} (сигнатура {\displaystyle S_{1}} обогащает сигнатуру {\displaystyle S_{2}}). 
В данном случае можно записать: {\displaystyle Stack\succ STREAM}.
Прозрачное сопоставление традиционно имеет синтаксис «S : SS», а тёмное — «S :> SS». Однако, создатели OCaml отказались от поддержки прозрачного сопоставления полностью, то есть все сопоставления в OCaml являются тёмными, но для простоты используется синтаксис «S : SS».
В простейших случаях можно подписывать сигнатуру немедленно, не назначая ей отдельного идентификатора:
```
structure
 
Stack
 
:>
 
sig

   
type
 
'a
 
t

   
val
 
isEmpty
:
 
'a
 
t
 
->
 
bool

   
val
 
push
:
 
'a
 
*
 
'a
 
t
 
->
 
'a
 
t

   
val
 
pop
:
 
'a
 
t
 
->
 
(
'a
 
*
 
'a
 
t
)
 
option

end
 
=
 
struct

   
type
 
'a
 
t
 
=
 
'a
 
list

   
val
 
empty
 
=
 
[]

   
val
 
isEmpty
 
=
 
null

   
val
 
push
 
=
 
op
 
::

   
val
 
pop
 
=
 
List
.
getItem

end

```

Однако, на практике безымянные сигнатуры довольно редки, поскольку применение сигнатур не ограничивается лишь сокрытием.
Одна структура в разных контекстах может сопоставляться с разными сигнатурами, а одна сигнатура может служить интерфейсом для разных структур. Сигнатура определяет класс структур (в математическом понимании термина «класс»). Разный «вид извне» для одной структуры, с разной степенью абстракции, можно обеспечить посредством нескольких сигнатур с разным набором спецификаций. Порядок следования объявлений не имеет значения и не влияет на сопоставимость структур с сигнатурами.
Это можно рассматривать как простейший аналог абстрактных классов (в терминах объектно-ориентированного программирования) в том смысле, что сигнатура описывает общий интерфейс, а сопоставимые с ней структуры реализуют этот интерфейс различным образом. Однако, в ML связь «родитель-потомок» явно не объявляется, поскольку система типов ML имеет структурную семантику, то есть сопоставление структуры с сигнатурой осуществляется тем же механизмом, что и сопоставление значения 5 с типом int.
Например, можно определить структуру, которая реализует очередь, но которая также сопоставима с сигнатурой STREAM:
```
structure
 
Queue
 
=
 
struct

   
datatype
 
'a
 
t
 
=
 
T
 
of
 
'a
 
list
 
*
 
'a
 
list

   
val
 
empty
 
=
 
T
 
([],
 
[])

   
val
 
isEmpty
 
=
 
fn
 
T
 
([],
 
_)
 
=>
 
true

                  
|
 
_
 
=>
 
false

   
val
 
normalize
 
=
 
fn
 
([],
 
ys
)
 
=>
 
(
rev
 
ys
,
 
[])

                    
|
 
q
 
=>
 
q

   
fun
 
push
 
(
y
,
 
T
 
(
xs
,
 
ys
))
 
=
 
T
 
(
normalize
 
(
xs
,
 
y::ys
))

   
val
 
pop
 
=
 
fn
 
(
T
 
(
x::xs
,
 
ys
))
 
=>
 
SOME
 
(
x
,
 
T
 
(
normalize
 
(
xs
,
 
ys
)))

              
|
 
_
 
=>
 
NONE

end

```

Поскольку структура Stack не была явным образом подписана более бедной сигнатурой, то внешняя программа «знает» о том, что тип t тождественен типу list и может использовать это знание, обрабатывая объекты этого типа методами стандартного модуля List. Если впоследствии потребуется изменить реализацию структуры Stack (например, представив стек посредством заранее выделенного массива), то это потребует переписывания всего кода, который использовал это знание. То же верно и для структуры Queue. Более того, если некий модуль был параметризован собственной сигнатурой структуры Stack, то ему будет невозможно передать в качестве параметра структуру Queue.
Таким образом, экспортирование лишней информации из структур существенно ухудшает модифицируемость программ. Для повышения уровня абстракции следует подписывать структуры более бедными сигнатурами, например:
```
structure
 
Stack
 
:>
 
STREAM
 
=
 
struct

   
type
 
'a
 
t
 
=
 
'a
 
list

   
val
 
empty
 
=
 
[]

   
val
 
isEmpty
 
=
 
null

   
val
 
push
 
=
 
op
 
::

   
val
 
pop
 
=
 
List
.
getItem

end

```

Структура Stack сопоставлена с сигнатурой STREAM тёмным образом, поэтому внешняя программа будет иметь возможность в полной мере оперировать значениями типа Stack.t, но не будет иметь доступа к его реализации, и из всех возможных значений этого типа она будет иметь возможность использовать лишь значение Stack.empty (опять же, «не зная» о том, что оно равно nil). Любая обработка данных этого типа будет осуществляться абстрактно, без учёта его реализации, и осуществлять её можно лишь посредством функций Stack.push и Stack.pop.
Но нигде сигнатуры так ни важны и ни полезны, как при использовании функторов.

### Наследование
Структуры могут вкладываться друг в друга:
```
structure
 
E
 
=
 
struct

   
structure
 
A

   
structure
 
B

   
...

end

```

Естественно, сигнатуры позволяют описывать вложенные структуры. При этом, как и в остальных случаях, вложение структур контролируется на основании сигнатур, а не по тождественному совпадению:
```
signature
 
D
 
=
 
sig

   
structure
 
A
 
:
 
C

   
structure
 
B
 
:
 
C

end

```

Сигнатуры можно включать (синтаксис include S) друг в друга, последовательно обогащая интерфейс:
```
signature
 
POOR
 
=
 
sig

   
type
 
'a
 
t

   
val
 
isEmpty
:
 
'a
 
t
 
->
 
bool

   
val
 
push
:
 
'a
 
*
 
'a
 
t
 
->
 
'a
 
t

   
val
 
pop
:
 
'a
 
t
 
->
 
(
'a
 
*
 
'a
 
t
)
 
option

end

signature
 
RICH
 
=
 
sig

   
include
 
POOR

   
val
 
empty
 
:
 
'a
 
t

end

```

Согласно описанной семантике, подписывание сигнатуры не обязательно осуществлять немедленно. Если требуется разработать некий набор тесно взаимосвязанных модулей, которые более «дружны» между собой, чем с остальной программой, то после окончания его разработки можно подписать структуры более бедными сигнатурами:
```
structure
 
SomeModule
 
:>
 
RICH
 
=
 
struct
 
...
 
end

...

structure
 
SomeModule
 
:>
 
POOR
 
=
 
SomeModule

```

Последнюю строку не следует рассматривать как разрушающее присваивание. Данная идиома основана на лексической видимости, являющейся неотъемлемым компонентом семантики любого аппликативного языка. Как в ядре ML, так и на уровне модулей, конструкция x = a всегда означает привязку значения к идентификатору. Привязка не является присваиванием, она «создаёт» новый идентификатор, не имеющий никакого отношения к (возможно) определённому ранее. Исходная структура SomeModule по-прежнему существует в программе, но последующий код не имеет доступа к тем её компонентам, что не входят в состав более бедной сигнатуры (в данном случае это константа empty).
Структуру можно открыть (синтаксис open S). В простейшем случае это можно рассматривать как синтаксический сахар, служащий для удобства использования инкапсулированных в модуле определений (аналог конструкции with в языке Pascal):
```
fun
 
foo
 
x
 
=

   
let

      
open
 
SMLofNJ
.Cont

   
in

      
fun
 
f
 
x
 
=
 
callcc
 
(
fn
 
k
 
=>
 
...
 
throw
 
k
 
...)

      
fun
 
g
 
x
 
=
 
isolate
 
...

   
end

```

Если то же самое сделать на верхнем уровне программы (в глобальном окружении), это можно рассматривать как аналог конструкции using namespace в языке C++. Например, структуры, реализующие стандартные типы и операции над ними (Int, Real, String и другие) открыты по умолчанию (подробнее об этом см. управление разрядностью чисел). Однако, возможность открытия структур существует также и внутри других структур, и в этом случае открытие служит инструментом включения структур друг в друга с целью последовательного расширения функциональности (аналог простейшего наследования классов). Например:
```
structure
 
B
 
=
 
struct

   
open
 
A

   
...

end

```

Структура B включает в себя все определения структуры A и дополняет их новыми определениями. Это тождественно тому, чтобы явно перечислить все определения A внутри B. Такая возможность имеет два недостатка:
- если в открываемой структуре существуют идентификаторы, совпадающие с уже имеющимися в данном контексте идентификаторами, то последние станут недоступными для прямого обращения. И наоборот, определения после открытия затенят импортированные компоненты. Конфликта имён не происходит — только последнее определение является видимым — но это может создавать неудобства для разработчика. Исключение составляет совпадение имён типов с имеющимися именами значений, так как компилятор ML всегда может определить смысл идентификатора из контекста его использования[19] (см. вывод типов). Проблема затенения имён особенно актуальна при включении двух и более структур.
- иногда становится трудно определить, что именно включается из открываемой структуры, особенно при открытии крупных структур, определяющих большое количество идентификаторов.

Поэтому часто рекомендуется вместо открытия использовать введение короткого локального идентификатора, например:
```
structure
 
SomeModule
 
:>
 
sig

   
fun
 
f
 
x
 
:
 
...

   
fun
 
g
 
x
 
:
 
...

   
...

end
 
=
 
struct

   
local

      
structure
 
C
 
=
 
SMLofNJ
.
Cont

   
in

      
...

      
fun
 
f
 
x
 
=
 
C
.
callcc
 
(
fn
 
k
 
=>
 
...
 
C
.
throw
 
k
 
...)

      
fun
 
g
 
x
 
=
 
C
.
isolate
 
...

   
end

end

```

Тем не менее, иногда приоритет последнего определения может использоваться для умышленного «переопределения» идентификатора (что, однако, не является перегрузкой).

#### Историческая справка
Ранее, в Определении SML’90, существовала возможность открытия в сигнатурах. Эта возможность подвергалась критике из-за ухудшения самодокументируемости (изучение интерфейса одного модуля при её использовании вынуждает обращаться к другому), и её упразднили в Ревизии языка SML’97. Открытие (open) принципиально отличается от включения (include), поскольку внутри сигнатуры каждый идентификатор должен быть единственен и правило затенения имён не выполняется, так что совпадение идентификатора из состава включаемой сигнатуры с имеющимся в новой приводит к ошибке компиляции.
В SML’90 существовал особый подвид сигнатуры — abstraction, а для обычных сигнатур была лишь одна форма сопоставления — прозрачная (S : SS). При ревизии языка в 1997 году эта часть языка модулей была упрощена: взамен абстрактных сигнатур было введено тёмное (англ. opaque) сопоставление с сигнатурой (S :> SS) (в основе решения лежит исчисление просвечивающих сумм Харпера — Лилибриджа).

### Функторы
Функтор (functor) представляет собой функцию над структурами, то есть функцию, которая получает структуру на входе и строит новую структуру. Иногда функтор наглядно рассматривают как «параметризованную структуру», то есть структуру, определение которой строится компилятором на основе некой другой структуры по заданным программистом правилам. Однако, ортодоксы утверждают, что о функторах следует мыслить именно как о своеобразных функциях.
Сигнатура играет роль типа параметра функтора. Всевозможные структуры, которые могут быть сопоставимы с этой сигнатурой, играют роль значений, принадлежащих этому типу и передаваемых функтору для вычисления новых структур. Получаемая в результате применения функтора структура имеет свою сигнатуру (хотя, вообще говоря, она может и не отличаться от сигнатуры параметра).
Общая форма определения функтора выглядит так:
```
functor
 
F
 
(
 
X
 
:
 
S1
 
)
 
:
 
S2
 
=
 
body

```

Примеры использования:
```
structure
 
B1
 
=
 
F
 
(
A1
)

structure
 
B2
 
=
 
F
 
(
A2
)

structure
 
B3
 
=
 
F
 
(
A3
)

...

```

Функторы позволяют типобезопасным образом описывать самые разнообразные формы взаимосвязей между компонентами программ, решая широкий спектр проблем структурирования кода:
- Реализация обобщённых алгоритмов и управление зависимостями. Функторы позволяют объединять в программе крупные компоненты сходного поведения, но разной реализации и подменять их по мере необходимости. Это особенно полезно на этапе быстрого прототипирования, когда приходится тестировать систему по частям или симулировать поведение упрощённым образом (см., например, управление разрядностью чисел и тестирование структур).
- Автоматическое расширение функциональности. Функторы избавляют от рутинной работы при необходимости реализации одной и той же функциональности для разных типов. Например, если требуется определять множества из элементов разных типов данных, то в ML достаточно определить функтор, порождающий структуру, определяющую множество, на основе структуры, определяющей тип одного элемента. В других языках такого рода задачи решаются при помощи порождающего программирования.
- Инстанцирование модулей с инкапсулированным изменяемым состоянием. Если структура инкапсулирует изменяемое состояние, и в программе требуется иметь несколько её экземпляров с независимыми состояниями, то функторы позволяют автоматизировать построение таких структур.

Эти возможности лучше всего иллюстрировать наглядными примерами.
Однако, некоторые программисты используют функторы вместо структур (то есть описывают функтор и определяют структуру как единственное его применение к заведомо известному параметру, а порой и функтор с пустым параметром). Такой подход на первый взгляд кажется излишеством, но на практике даёт два преимущества, способствующих повышению продуктивности разработчиков в крупных проектах:
- с одной стороны, правильность организации интерфейсов обеспечивается немедленно на этапе компиляции едва написанного модуля, а не по мере развития проекта (ибо зависимости структур друг от друга в этом случае контролируются механизмом проверки согласования типов, а не обнаруживаются при сборке)
- с другой стороны, структуры становятся «более независимы» друг от друга, так что их можно разрабатывать в произвольном порядке, и программисты в команде оказываются вольны работать в прямо противоположных направлениях (сверху вниз или снизу вверх[англ.]).

Главным недостатком такого подхода, помимо усложнения исходного кода, является необходимость интенсивного использования спецификации соиспользования.

### Эквивалентность типов
При программировании в крупном масштабе, когда модули компонуются для создания новых, более сложных, возникает вопрос о согласовании абстрактных типов, экспортированных из этих модулей. Для решения этой задачи язык модулей ML предусматривает специальный механизм, позволяющий явно указать идентичность двух и более типов или структур:
```
signature
 
D
 
=
 
sig

   
structure
 
A
 
:
 
C

   
structure
 
B
 
:
 
C

   
sharing
 
type
 
A
.t
 
=
 
B
.
t

end

```

Такая спецификация накладывает ограничение (англ. constraint) на допустимое множество наборов подставимых структур, объявляя требование, что это должны быть структуры, которые разделяют (англ. share) использование одной и той же спецификации (типа, сигнатуры или структуры). Таким образом, с сигнатурой D сопоставимы только те структуры, в которых идентификатор t означает один и тот же тип. Поэтому такая спецификация носит название «sharing constraint».
Примечание — в русскоязычной литературе перевод этого термина не устоялся. Возможны такие варианты как «спецификация соиспользования», «ограничение на разделение», а также смысловой перевод «требование разделяемости» или «требование совместного использования». Встречается перевод «совместное использование ограничения», являющийся смысловой ошибкой.
Семантически имеется две формы такой спецификации — одна для сигнатур и типов, одна для структур — но их синтаксис идентичен. Вторая форма ограничена более жёсткими требованиями: две структуры могут быть равны тогда и только тогда, когда они получены в результате вычисления одного и того же объявления структуры или применения одного и того же функтора к равным аргументам.
Спецификация соиспользования также используется для принудительного сужения диапазона типов, допустимых в некотором конкретном контексте использования «излишне абстрактной» для него сигнатуры, например:
```
functor
 
Try
 
(
Gr
:
 
sig

                    
type
 
g

                    
sharing
 
type
 
g
 
=
 
int

                    
val
 
e
:
 
g

                    
val
 
bullet
:
 
g
 
*
 
g
 
->
 
g

                    
val
 
inv
:
 
g
 
->
 
g

                 
end
)
 
=

   
struct

      
val
 
x
 
=
 
Gr
.
inv
(
 
Gr
.
bullet
(
7
,
 
9
)
 
)

   
end

```

Здесь сигнатура параметра функтора накладывает особое требование на состав структуры, которая может быть фактически передана ему: используемый в ней абстрактный тип g обязан представлять собой тип int. Случаи, когда в этом есть необходимость, встречаются довольно часто, поэтому в SML’97 для упрощения их описания и возможности использования именованных сигнатур была добавлена альтернативная конструкция для спецификации соиспользования: where type (в OCaml синтаксис with type):
```
signature
 
GROUP
 
=

sig

   
type
 
g

   
val
 
e
 
:
 
g

   
val
 
bullet
:
 
g
 
*
 
g
 
->
 
g

   
val
 
inv
:
 
g
 
->
 
g

end

functor
 
Try
 
(
Gr
:
 
GROUP
 
where
 
type
 
g
 
=
 
int
)
 
=

   
struct

      
val
 
x
 
=
 
Gr
.
inv
(
 
Gr
.
bullet
(
7
,
 
9
)
 
)

   
end

```

Обе конструкции имеют свои ограничения.
sharing позволяет выразить равенство типов, не указывая конкретно их структуру. Конструкция может иметь произвольную арность:
```
signature
 
S
 
=
 
sig

   
structure
 
A
 
:
 
S

   
structure
 
B
 
:
 
S

   
structure
 
C
 
:
 
S

   
structure
 
D
 
:
 
S

   
sharing
 
type
 
A
.t
 
=
 
B
.
t
 
=
 
C
.
t
 
=
 
D
.
t

end

```

но позволяет ссылаться на абстрактные типы только непосредственно — то есть недопустимо выражение вида
```
sharing
 
type
 
B
.t
 
=
 
A
.
t
 
*
 
A
.
t

```

where type является унарной и предназначена, напротив, для конкретизации абстрактного типа известным типом (но не позволяет изменить структуру типа, который уже был конкретно задан).
В OCaml конструкция sharing не поддерживается, так что всегда следует использовать конструкцию with type. В successor ML предполагается реализовать единую наиболее универсальную конструкцию.
Другим важным аспектом установления эквивалентности абстрактных типов является порождаемость функторов.
Standard ML использует порождающую семантику функторов — это значит, что каждое применение функтора к одной и той же структуре порождает новые определения типов, то есть два одноимённых и идентичных по структуре типа, принадлежащие к разным структурам, не равны.
OCaml использует аппликативные функторы — это значит, что применение функтора к доказуемо равным аргументам автоматически порождает один и тот же результат. Это снижает необходимость использования спецификации соиспользования и оказывается особенно полезно при работе с функторами высшего порядка. Начиная с 4-й версии OCaml добавляет возможность делать функторы порождающими.

## Расширения и диалекты

### Функторы высшего порядка
Функтор получает на вход одну структуру, заданную сигнатурой. Для передачи нескольких структур необходимо построить дополнительную структуру-обёртку, включающую эти структуры, и описать соответствующую сигнатуру. Определение языка Standard ML для удобства предусматривает синтаксический сахар — несколько параметров могут быть переданы в виде кортежа, а построение охватывающей структуры и её сигнатуры компилятор осуществляет автоматически. Однако, ядро ML предусматривает функции высшего порядка, и следование аналогии с ними на уровне модулей означает введение каррированной формы функторов. Фактически, единственное, что требуется реализовать в языке для обеспечения этой возможности — поддержку описания функторов в сигнатурах. Это не принципиальное новшество (в отличие от модулей первого класса) — нет ничего такого, что позволяли бы каррированные функторы, но не позволяли бы классические первого порядка — однако, их доступность заметно упрощает реализацию (а следовательно, и читабельность) сложных многоуровневых иерархий компонентов.
Ярким примером, показывающим удобство использования функторов высшего порядка, является реализация полноценных монадических комбинаторов.
Потенциальная возможность реализации функторов высшего порядка была отмечена ещё в Комментариях к Определению SML’90. Многие компиляторы Standard ML предоставляют ту или иную реализацию функторов высшего порядка в качестве экспериментального расширения. Ocaml реализует все виды модулей синтаксически однородным образом, так что использование функторов высшего порядка оказывается наиболее естественным.
Примечание — в русскоязычной литературе встречается путаница между «модулями высшего порядка» и «модулями первого класса», что является семантической ошибкой.

### Объектно-ориентированные возможности
Полноценная поддержка объектно-ориентированного программирования по Абади и Карделли (см. Объектно-ориентированное программирование#Классификация подвидов ООП) означает поддержку одновременно:
- отношений подтипизации
- объектов
- объектных типов
- классов (генераторов объектов)

Всё это уже много лет обеспечивает Ocaml. Более того, на эти возможности также распространяется параметрический полиморфизм, что делает язык ещё более выразительным. Разумеется, язык модулей в OCaml доработан для возможности включения объектов и классов в состав модулей.
Эти средства (возможно, распространённые на типы высших родо́в — см. подтипизация высшего порядка) станут частью successor ML.

### Модули первого класса

#### Проблема
Слабостью изначального языка модулей является отсутствие замкнутости с ядром языка: базовые типы и значения могут быть компонентами модулей, но модули не могут быть компонентами базовых типов и значений. В SML такое разделение языка на два слоя было произведено умышленно, поскольку это существенно упростило механизм проверки согласования типов. Однако, это делает невозможным динамическое связывание модулей, то есть следующее выражение оказывается недопустимым:
```
structure
 
Map
 
=
 
if
 
maxElems
 
<
 
100
 
then
 
BinTreeMap
 
else
 
HashTableMap
 
(* не допустимо в классических ML! *)

```

Такой запрет позорит столь выразительную систему модулей, так как для любого объектно-ориентированного языка это было бы совершенно нормальным.
В действительности, язык модулей ML не обязан быть статичным (см. раздел низкоуровневое представление). Проблема состоит главным образом в статической проверке согласования типов, составляющей природу ML. Поддержка в ML самих по себе модулей первого класса не представляет проблемы для языка модулей первого порядка (не содержащего функторов), но именно сочетание модулей первого класса с модулями высшего порядка переводит язык «в иную реальность», то есть открывает огромные возможности, но существенно усложняет как механизмы выведения и проверки согласования типов языка, так и его полнопрограммную оптимизацию. Идею первоклассных модулей на многие годы похоронили Харпер и Лилибридж, построив идеализированную версию языка модулей первого класса с помощью теории зависимых типов и доказав, что проверка согласования типов для этой модели неразрешима. Однако, со временем стали появляться альтернативные модели, использующие другие обоснования.

#### Пакеты
В конце XX века Клаудио Руссо предложил простейший способ сделать модули первоклассными: дополнить список примитивных типов ядра языка типом «пакет» (англ. package), представляющим собой пару структура : сигнатура, а список выражений ядра — операциями упаковки и распаковки. Иначе говоря, изменяется только ядро языка, а язык модулей остаётся неизменным.
Упаковка структур в пакеты и последующая распаковка позволяет динамически привязывать к идентификаторам разные структуры (в том числе вычисленные посредством функторов). Простейший пример:
```
structure
 
Map
 
=
 
unpack
 
(
 
if
 
maxElems
 
<
 
100

                         
then
 
pack
 
BinTreeMap
 
:
 
MAP

                         
else
 
pack
 
HashTableMap
 
:
 
MAP
 
)
 
:
 
MAP

```

При распаковке пакета структура может подписываться другой сигнатурой, в том числе более бедной.
Явное присутствие сигнатуры в пакете снимает проблему выведения и согласования типов при динамической распаковке структуры. Это опровергает ранний тезис Харпера — Митчела о невозможности поднять структуры в ML до первоклассного уровня, не пожертвовав разделением фаз компиляции и запуска и разрешимостью системы проверки согласования типов, поскольку в качестве обоснования, вместо зависимых типов первого порядка, используется расширение теории экзистенциальных типов второго порядка Митчела — Плоткина.
В таком виде первоклассные модули реализованы в Alice и в Ocaml, начиная с 4-й версии.

#### 1ML
Вдохновившись F-преобразованием, Россберг внедрил операцию упаковки-распаковки модулей глубже в семантику языка, построив в результате монолитный язык, в котором функторы, функции и даже конструкторы типов являются в действительности одной и той же примитивной конструкцией, и не проводится различий между записями, кортежами и структурами — внутреннее представление языка представляет собой плоскую Систему Fω. Это дало целую массу положительных результатов:
- доказательство надёжности языка становится намного проще, чем традиционно для языка модулей (не требуется использование теории зависимых типов);
- обеспечивается поддержка «материализованных» (англ. reified) типов в ядре языка, обеспечивающих языку выразительную силу на уровне систем с зависимыми типами (и опять же не требующих их наличия в метатеории);
- язык в целом получается одновременно выразительнее (позволяет более ёмко и точно описывать сложные системы) и проще (минималистичнее и единообразнее по своему составу).

Язык получил название «1ML», что отражает одновременно поддержку истинно первоклассных модулей и объединение примитивов и модулей в едином языке (не разделённом на два слоя).
Основой решения послужила идея Харпера — Митчела подразделять типы на «малые» и «большие». Россберг применил это разграничение к правилу включения механизма проверки согласования типов (лежащему в основе сопоставления структур с сигнатурами), обеспечив таким образом его разрешимость.
Предположительно, дальнейшая доработка 1ML способна также обеспечить достаточную выразительность для поддержки многих интересных моделей, реализация которых ранее считалась затруднительной: классов типов, аппликативных функторов, рекурсивных модулей и др. В частности, введение рядного полиморфизма в 1ML, вероятно, немедленно позволит выразить подтипизацию в ширину, что сохранит простоту метатеории при существенном расширении возможностей.

### MixML
MixML — это язык модулей, построенный посредством соединения классического языка модулей ML МакКуина и формализации модели примесей (англ. mix-ins) Брачи и Кука (Bracha & Cook). Авторами MixML являются Россберг и Дрейер.
Основная идея MixML проста: структуры и сигнатуры соединяются в единое понятие модуля, объединяющее определения и спецификации, как прозрачные, так и абстрактные.
Это делает возможным определение произвольных графов зависимостей в программах, в том числе цикличных. В частности, это позволяет выстраивать в функторах не только прямую параметризацию (зависимость выхода от входа), но и рекурсивную (зависимость входа от выхода), сохраняя при этом поддержку раздельной компиляции (в отличие от множества частных моделей, расширяющих язык модулей ML поддержкой рекурсии).
MixML реализует единую унифицированную нотацию для традиционно парных моделей семантики (для структур и сигнатур раздельно) и большого числа раздельных механизмов классического языка модулей ML, таких как:
- наследования (включения) сигнатур
- спецификации соиспользования➤
- двух форм подписывания сигнатур (прозрачного и тёмного)➤
- применения функторов

### Прочее
В различных моделях предлагаются также следующие расширения:
- локальные модули
- множество вариантов рекурсивной системы модулей, позволяющих формировать циклические графы зависимостей, наиболее выразительной из которых является система MixML➤ (большинство остальных не предусматривает возможности раздельной компиляции)
- расширенная поддержка вложения модулей
- обобщённая нотация открытия структур➤
- различные варианты возможности ограничения соиспользования➤
- вложенные сигнатуры, в том числе абстрактные
- объявления инфиксных операторов с указанием ассоциативности и приоритета внутри сигнатур и требованием точного совпадения

## Экосистема языка

### Реализации и диалекты

#### Alice
Язык Alice является расширением Standard ML, включающим многие идеи проекта successor ML, а также развитые средства конкурентного программирования для разработки распределённых приложений, поддержку сильной динамической типизации и решатель ограничений. Разработан Андреасом Россбергом.
Язык модулей в Alice расширен до нотации компонентов (англ. components), реализующих модули первого класса в виде пакетов Руссо и дополнительно поддерживающих динамическую типизацию (но по тем же правилам статической семантики) и ленивую загрузку (то есть поддерживаются будущные структуры и будущные сигнатуры — см. вызов по будущности). Порождаемость типов в Alice соблюдается, и при необходимости следует использовать спецификацию соиспользования. Наглядный пример, показывающий практическую полезность пакетов, поставляется в составе Alice: библиотека сериализации данных, позволяющая потокам обмениваться динамическими типами и данными.
В дополнение, Alice предоставляет синтаксический сахар — возможность свободно использовать круглые скобки в выражениях языка модулей, в том числе вместо традиционных «скобок» struct...end и sig...end:
```
val
 
p
 
=
 
pack
 
(
val
 
x
 
=
 
length
)
 
:
 
(
val
 
x
 
:
 
'a
 
list
 
->
 
int
)

(* val p : package = package{|...|} *)

```

#### OCaml
В Ocaml синтаксис языка модулей выполнен однородным:
```
module
 
type
 
S
 
=
             
(* сигнатура *)

sig

   
...

   
module
 
M
 
:
 
T
             
(* вложенная структура *)

end

module
 
X
 
:
 
S
 
=
              
(* структура *)

struct

   
...

end

module
 
F
 
(
X
 
:
 
S
)
 
=
          
(* параметризованная структура (функтор) *)

struct

   
...

end

module
 
G
 
(
X
 
:
 
S
)
 
(
Y
 
:
 
T
)
 
=
  
(* каррированная параметризованная структура (функтор высшего порядка) *)

struct

   
...

end

```

Однако, в семантике имеется ряд отличий.
Начиная с версии 4, Ocaml поддерживает первоклассные модули в нотации, аналогичной пакетам Alice. Синтаксис по-прежнему однороден, то есть выглядит неотличимо от вложенных структур в сигнатурах.
С момента своего появляения Ocaml расширяет язык модулей классами и объектами.
Наиболее важные различия между Standard ML и Ocaml проявляются в семантике эквивалентности типов (см. раздел эквивалентность типов).

### Управление модулями
Для линкования гигантских программ на ML в принципе могут использоваться традиционные для большинства языков линковщики, такие как make. Однако, язык модулей SML значительно мощнее средств модульности других языков, а make его преимуществ не поддерживает, и тем более не пригоден для глобального анализа потока управления программ. Поэтому разные компиляторы предлагают свои системы управления модулями: Compilation Manager (CM) в SML/NJ и MLBasis System (MLB) в MLton. SML.NET имеет встроенную систему отслеживания зависимостей. MLton также включает конвертор файлов формата .cm в формат .mlb.
В большинстве реализаций используется раздельная компиляция, что обеспечивает малое время компиляции. Для поддержки раздельной компиляции в режиме REPL используется функция use, которая компилирует указанный файл и импортирует определения. Некоторые компиляторы (например, MLton) не поддерживают REPL, а потому не реализуют поддержку функции use. Другие (например, Alice), напротив, реализуют дополнительные возможности динамической компиляции и загрузки модулей в процессе исполнения программы. Poly/ML предоставляет функцию PolyML.ifunctor, которая позволяет отлаживать реализацию функтора интерактивно по частям.

## Примеры программ
При своей простоте, язык модулей обладает выдающейся гибкостью и обеспечивает высокий уровень повторного использования кода, что иллюстрируется следующими примерами.

### Управление разрядностью чисел
Традиционные типы данных, такие как целые (int и word), вещественные (real), символьные (char и widechar), строковые (string и widestring), массивы (vector и array) и прочие, реализуются в диалектах ML не в виде примитивных типов и встроенных операторов над ними, как в большинстве языков, а в виде абстрактных типов данных и соответствующих функций, входящих в состав сигнатур, соответственно, INTEGER, WORD, REAL, CHAR, STRING и так далее, предоставляемых в виде стандартных библиотек. Конкретные реализации языка могут предоставлять очень эффективные представления этих абстрактных типов (например, MLton представляет массивы и строки так же, как это делает язык Си).
Например:
```
signature
 
INTEGER
 
=

sig

   
eqtype
 
int

   
val
 
toLarge
 
:
 
int
 
->
 
LargeInt
.
int

   
val
 
fromLarge
 
:
 
LargeInt
.
int
 
->
 
int

   
val
 
toInt
 
:
 
int
 
->
 
Int
.
int

   
val
 
fromInt
 
:
 
Int
.
int
 
->
 
int

   
val
 
precision
 
:
 
Int
.
int
 
option

   
val
 
minInt
 
:
 
int
 
option

   
val
 
maxInt
 
:
 
int
 
option

   
val
 
˜
 
:
 
int
 
->
 
int

   
val
 
*
 
:
 
(
int
 
*
 
int
)
 
->
 
int

   
val
 
div
 
:
 
(
int
 
*
 
int
)
 
->
 
int

   
val
 
mod
 
:
 
(
int
 
*
 
int
)
 
->
 
int

   
val
 
quot
 
:
 
(
int
 
*
 
int
)
 
->
 
int

   
val
 
rem
 
:
 
(
int
 
*
 
int
)
 
->
 
int

   
val
 
+
 
:
 
(
int
 
*
 
int
)
 
->
 
int

   
val
 
-
 
:
 
(
int
 
*
 
int
)
 
->
 
int

   
val
 
compare
 
:
 
(
int
 
*
 
int
)
 
->
 
order

   
val
 
>
 
:
 
(
int
 
*
 
int
)
 
->
 
bool

   
val
 
>
=
 
:
 
(
int
 
*
 
int
)
 
->
 
bool

   
val
 
<
 
:
 
(
int
 
*
 
int
)
 
->
 
bool

   
val
 
<
=
 
:
 
(
int
 
*
 
int
)
 
->
 
bool

   
val
 
abs
 
:
 
int
 
->
 
int

   
val
 
min
 
:
 
(
int
 
*
 
int
)
 
->
 
int

   
val
 
max
 
:
 
(
int
 
*
 
int
)
 
->
 
int

   
val
 
sign
 
:
 
int
 
->
 
Int
.
int

   
val
 
sameSign
 
:
 
(
int
 
*
 
int
)
 
->
 
bool

   
val
 
fmt
 
:
 
StringCvt
.
radix
 
->
 
int
 
->
 
string

   
val
 
toString
 
:
 
int
 
->
 
string

   
val
 
fromString
 
:
 
string
 
->
 
int
 
option

   
val
 
scan
 
:
 
StringCvt
.
radix
 
->
 
(
char
,
 
'a
)
 
StringCvt
.
reader
 
->
 
'a
 
->
 
(
int
 
*
 
'a
)
 
option

end

```

C сигнатурой INTEGER могут быть сопоставимы структуры Int8, Int16, Int32, Int64, а также IntInf и многие другие. Аналогично, с сигнатурами CHAR/STRING могут быть сопоставимы структуры Char/String и WideChar/WideString (и, возможно, какие-то другие), и для каждого варианта функторы сгенерируют соответствующий стек ввода-вывода (StreamIO, TextIO).
При этом одни структуры скрывают под абстрактным определением традиционное машинное представление (например, Int32, Int64), другие — битовые поля (например, Int1), а структура IntInf реализует длинную арифметику. В то же время, библиотеки могут интенсивно пересекать связи по схеме «многие-ко-многим»: спецификация SML Basis определяет множество обязательных и опциональных модулей, надстроенных над реализующими «примитивные» типы: мономорфные массивы, их некопирующие срезы и так далее. Даже типы «строка» (string) и «подстрока» (substring) в спецификации SML Basis определяются как Char.char vector и Char.char VectorSlice.slice (или WideChar.char vector и WideChar.char VectorSlice.slice для WideString). Таким образом, для использования одних и те же алгоритмов с числами разной разрядности, достаточно явно передать функтору соответствующую структуру (открытие не изменит уже вычисленных структур).
Разные компиляторы предоставляют разные наборы реализованных структур. Наиболее богатый ассортимент предоставляет MLton: от Int1 до Int32 включительно и Int64, такой же набор для Word (беззнаковых целых), а также IntInf (реализованный посредством GNU Multi-Precision Library) и множество дополнительных, таких как Int32Array, PackWord32Big, PackWord32Little и прочее.
В большинстве реализаций по умолчанию на верхнем уровне (в глобальном окружении) открыта структура Int32 (или Int64), то есть использование типа int и операции + по умолчанию означает использование типа Int32.int и операции Int32.+ (или, соответственно, Int64.int и Int64.+). Кроме того, предоставляются идентификаторы Int и LargeInt, которые по умолчанию привязываются к определённым структурам (например, LargeInt обычно равна IntInf). Разные компиляторы, в зависимости от своей ориентированности, могут использовать по умолчанию разные привязки в глобальном окружении, и такая тонкость может влиять на портируемость программ между компиляторами. Например, константа Int.maxInt содержит значение наибольшего возможного целого, упакованное в опциональный тип, и его необходимо извлекать либо сопоставлением с образцом, либо вызовом функции valOf. Для типов конечной размерности значение IntN.maxInt равно SOME(m), и использование обоих способов извлечения равнозначно. Но IntInf.maxInt равно NONE, так что прямое обращение к содержимому через valOf породит исключение Option. По умолчанию IntInf открыта в компиляторе Poly/ML, так как он ориентирован на задачи числодробилки.

### Абстрактные множества
В составе библиотек OCaml есть модуль Set, предоставляющий функтор Make. С его помощью можно легко построить множество на основе заданного типа элемента:
```
module
 
Int_set
 
=
 
Set
.
Make
 
(
struct

                              
type
 
t
 
=
 
int

                              
let
 
compare
 
=
 
compare

                           
end
)

```

Порождённый модуль целочисленных множеств имеет следующую сигнатуру, выведенную компилятором:
```
module
 
Int_set
 
:

   
sig

      
type
 
elt
 
=
 
int

      
type
 
t

      
val
 
empty
 
:
 
t

      
val
 
is_empty
 
:
 
t
 
->
 
bool

      
val
 
mem
 
:
 
elt
 
->
 
t
 
->
 
bool

      
val
 
add
 
:
 
elt
 
->
 
t
 
->
 
t

      
val
 
singleton
 
:
 
elt
 
->
 
t

      
val
 
remove
 
:
 
elt
 
->
 
t
 
->
 
t

      
val
 
union
 
:
 
t
 
->
 
t
 
->
 
t

      
val
 
inter
 
:
 
t
 
->
 
t
 
->
 
t

      
val
 
diff
 
:
 
t
 
->
 
t
 
->
 
t

      
val
 
compare
 
:
 
t
 
->
 
t
 
->
 
int

      
val
 
equal
 
:
 
t
 
->
 
t
 
->
 
bool

      
val
 
subset
 
:
 
t
 
->
 
t
 
->
 
bool

      
val
 
iter
 
:
 
(
elt
 
->
 
unit
)
 
->
 
t
 
->
 
unit

      
val
 
fold
 
:
 
(
elt
 
->
 
'
a
 
->
 
'
a
)
 
->
 
t
 
->
 
'
a
 
->
 
'
a

      
val
 
for_all
 
:
 
(
elt
 
->
 
bool
)
 
->
 
t
 
->
 
bool

      
val
 
exists
 
:
 
(
elt
 
->
 
bool
)
 
->
 
t
 
->
 
bool

      
val
 
filter
 
:
 
(
elt
 
->
 
bool
)
 
->
 
t
 
->
 
t

      
val
 
partition
 
:
 
(
elt
 
->
 
bool
)
 
->
 
t
 
->
 
t
 
*
 
t

      
val
 
cardinal
 
:
 
t
 
->
 
int

      
val
 
elements
 
:
 
t
 
->
 
elt
 
list

      
val
 
min_elt
 
:
 
t
 
->
 
elt

      
val
 
max_elt
 
:
 
t
 
->
 
elt

      
val
 
choose
 
:
 
t
 
->
 
elt

      
val
 
split
 
:
 
elt
 
->
 
t
 
->
 
t
 
*
 
bool
 
*
 
t

      
val
 
find
 
:
 
elt
 
->
 
t
 
->
 
elt

   
end

```

Аналогичная функциональность входит в состав библиотек компилятора SML/NJ (ListSetFn). В SML Basis предусмотрен лишь элементарный инструментарий.
Основное предназначение использования зависимого модуля вместо простой структуры здесь состоит в том, чтобы функция сравнения указывалась один раз, и все функции над конкретным типизированным множеством использовали одну и ту же функцию сравнения над типом элементов этого множества, чтобы программист, таким образом, был защищён от своих собственных ошибок. Абстрактные множества можно было бы реализовать, передавая каждой функции над множеством функцию сравнения всякий раз (как это делается, например, в стандартной функции языка Си qsort — см. параметрический полиморфизм в Си и C++), однако, это не только повысило бы трудоёмкость работы с множествами, но и несло бы в себе риск перепутать требуемую функцию сравнения, внедрив в программу трудно обнаружимую ошибку (см. дублирование кода).
К сожалению, так исторически сложилось, что в OCaml для функции сравнения принята сигнатура, указывающая возвращаемое значение двухвариантного (булева) типа (а для возможности широкого использования библиотечных модулей соглашения такого рода следует соблюдать). Более мощным является принятое в SML Basis (а также в Haskell Prelude) решение на основе трёхвариантного типа:
```
datatype
 
order
 
=
 
LESS
 
|
 
EQUAL
 
|
 
GREATER

val
 
compare
:
 
int
 
*
 
int
 
->
 
order

```

### Тестирование структур
При быстром прототипировании нередко есть необходимость тестировать систему по частям или симулировать поведение упрощённым образом (реализовывать так называемые «заглушки»). С этой задачей изящно справляются функторы.
Например, пусть имеется три различные реализации некой структуры данных, скажем, очереди:
```
signature
 
QUEUE
 
=

sig

   
type
 
'a
 
t

   
exception
 
E

   
val
 
empty
 
:
 
'a
 
t

   
val
 
enq
   
:
 
'a
 
t
 
*
 
'a
 
->
 
'a
 
t

   
val
 
null
  
:
 
'a
 
t
 
->
 
bool

   
val
 
hd
    
:
 
'a
 
t
 
->
 
'a

   
val
 
deq
   
:
 
'a
 
t
 
->
 
'a
 
t

end

structure
 
Queue1
 
:>
 
QUEUE
 
=
 
struct

   
...

end

structure
 
Queue2
 
:>
 
QUEUE
 
=
 
struct

   
...

end

structure
 
Queue3
 
:>
 
QUEUE
 
=
 
struct

   
...

end

```

Во многих языках для из-за недостатка абстракции для их сравнения потребовалось бы создавать отдельные программы методом копирования-вставки. Функторы же позволяют абстрагировать тест от реализации и перебрать их в единой программе:
```
functor
 
TestQueue
 
(
Q
:
 
QUEUE
)
 
=

   
struct

      
fun
 
fromList
 
I
 
=
 
foldl
 
(
fn
 
(
x
,
q
)
 
=>
 
Q
.
enq
(
q
,
x
))
 
Q
.
empty
 
I

      
fun
 
toList
 
q
 
=
 
if
 
Q
.
null
 
q
 
then
 
[]

                                 
else
 
Q
.
hd
 
q
 
::
 
toList
 
(
Q
.
deq
 
q
)

   
end

val
 
ns
 
=
 
upto
(
1
,
 
10000
)

(* val ns = [1, 2, 3, 4, ...] : int list *)

structure
 
TQ1
 
=
 
TestQueue
 
(
Queue1
)

val
 
q1
 
=
 
TQ1
.
fromList
 
ns

val
 
l1
 
=
 
TQ1
.
toList
 
q1

l1
 
=
 
ns

(* true : bool *)

...

structure
 
TQ2
 
=
 
TestQueue
 
(
Queue2
)

structure
 
TQ3
 
=
 
TestQueue
 
(
Queue3
)

...

```

Далее можно выбрать между поиском в ширину и в глубину для каждой реализации, и всё это также в единой программе:
```
functor
 
BreadthFirst
 
(
Q
:
 
QUEUE
)
 
=

   
struct

      
...

   
end

functor
 
DepthFirst
 
(
Q
:
 
QUEUE
)
 
=

   
struct

      
...

   
end

structure
 
BF_Q1
 
=
 
BreadthFirst
 
(
Queue1
)

structure
 
BF_Q2
 
=
 
BreadthFirst
 
(
Queue2
)

structure
 
BF_Q3
 
=
 
BreadthFirst
 
(
Queue3
)

structure
 
DF_Q1
 
=
 
DeapthFirst
 
(
Queue1
)

structure
 
DF_Q2
 
=
 
DeapthFirst
 
(
Queue2
)

structure
 
DF_Q3
 
=
 
DeapthFirst
 
(
Queue3
)

...

```

В дальнейшем «лишние» реализации удалять не обязательно. Более того, полнопрограммно-оптимизирующие компиляторы, такие MLton, самостоятельно удалят их — см. удаление мёртвого кода.
Этот метод может использоваться и для измерения эффективности, но на практике гораздо удобнее (и достовернее) измерять её посредством профилировщика, встроенного в компилятор.
Глобальная типобезопасность зависимостей между компонентами, которую обеспечивает язык модулей, видна на примере ошибочной попытки применения функтора:
```
structure
 
Wrong
 
=
 
BreadthFirst
(
List
);

(*

> Error: unmatched type spec: t

> Error: unmatched exception spec: E

> Error: unmatched val spec: empty

> Error: unmatched val spec: enq

> Error: unmatched val spec: deq

*)

```

### Монады и классы типов
Язык Haskell, являющийся наследником ML, не поддерживает язык модулей ML. Вместо этого, поддержка крупномасштабного программирования в нём обеспечивается (помимо тривиальной системы модулей, аналогичной применяемым в большинстве языков) посредством монад и классов типов. Первые выражают абстрактное поведение, в том числе моделируя изменяемое состояние в терминах ссылочной прозрачности; вторые служат средством управления квантификацией переменных типа, реализуя ad-hoc-полиморфизм. Язык модулей ML позволяет реализовать обе идиомы.
Класс типов есть не что иное как интерфейс, описывающий набор операций, чей тип задаётся независимой абстрактной переменной типа, называемой параметром класса. Следовательно, естественным представлением класса в терминах языка модулей будет сигнатура, которая, помимо собственно требуемого набора операций, включает также спецификацию типа (представляющую параметр класса):
```
signature
 
EQ
 
=
 
sig

   
type
 
t

   
val
 
eq
 
:
 
t
 
*
 
t
 
->
 
bool

end

```

Монада реализуется сигнатурой:
```
signature
 
MONAD
 
=
 
sig

   
type
 
'a
 
monad

   
val
 
ret
 
:
 
'a
 
->
 
'a
 
monad

   
val
 
bnd
 
:
 
'a
 
monad
 
->
 
(
'a
 
->
 
'b
 
monad
)
 
->
 
'b
 
monad

end

```

Примеры её использования:
```
structure
 
Option
 
:
 
MONAD
 
=
 
struct

   
type
 
'a
 
monad
 
=
 
'a
 
option

   
fun
 
ret
 
x
 
=
 
SOME
 
x

   
fun
 
bnd
 
(
SOME
 
x
)
 
k
 
=
 
k
 
x

     
|
 
bnd
 
NONE
 
k
 
=
 
NONE

end

```

```
signature
 
REF
 
=
 
sig

   
type
 
'a
 
ref

   
val
 
ref
 
:
 
'a
 
->
 
'a
 
ref
 
IO
.
monad

   
val
 
!
   
:
 
'a
 
ref
 
->
 
'a
 
IO
.
monad

   
val
 
:
=
  
:
 
'a
 
ref
 
->
 
'a
 
->
 
unit
 
IO
.
monad

end

```

Полноценные монадические комбинаторы особенно удобно реализовывать с использованием функторов высшего порядка:
```
(* First order *)

signature
 
MONOID
 
=

sig

   
type
 
t

   
val
 
e
 
:
 
t

   
val
 
plus
 
:
 
t
 
*
 
t
 
->
 
t

end

functor
 
Prod
 
(
M
 
:
 
MONOID
)
 
(
N
 
:
 
MONOID
)
 
=

struct

   
type
 
t
 
=
 
M
.
t
 
*
 
N
.
t

   
val
 
e
 
=
 
(
M
.
e
,
 
N
.
e
)

   
fun
 
plus
((
x1
,
y1
),
 
(
x2
,
y2
))
 
=
 
(
M
.
plus
(
x1
,
x2
),
 
N
.
plus
(
y1
,
y2
))

end

functor
 
Square
 
(
M
 
:
 
MONOID
)
 
:
 
MONOID
 
=
 
Prod
 
M
 
M

structure
 
Plane
 
=
 
Square
 
(
type
 
t
 
=
 
real
 
val
 
e
 
=
 
0.0
 
val
 
plus
 
=
 
Real
.
+
)

val
 
x
 
=
 
Plane
.
plus
(
Plane
.
e
,
 
(
7.4
,
5.4
))

(* Higher order *)

signature
 
PROD
 
=
 
MONOID
 
->
 
MONOID
 
->
 
MONOID

functor
 
Square
 
(
M
 
:
 
MONOID
)
 
(
Prod
 
:
 
PROD
)
 
:
 
MONOID
 
=
 
Prod
 
M
 
M

structure
 
T
 
=
 
Square
 
Plane
 
Prod

val
 
x
 
=
 
T
.
plus
(
T
.
e
,
 
T
.
e
)

(* Transparently *)

signature
 
PROD'
 
=

   
fct
 
M
 
:
 
MONOID
 
->
 
fct
 
N
 
:
 
MONOID
 
->
 
MONOID
 
where
 
type
 
t
 
=
 
M
.
t
 
*
 
N
.
t

functor
 
Square'
 
(
M
 
:
 
MONOID
)
 
(
Prod
 
:
 
PROD'
)
 
:
 
MONOID
 
=
 
Prod
 
M
 
M

structure
 
T'
 
=
 
Square'
 
Plane
 
Prod

val
 
x
 
=
 
T'
.
plus
(
T'
.
e
,
 
((
7.4
,
5.4
),
 
(
3.0
,
1.7
)))

```

### Значения, индексированные типами
Значения, индексированные типами — это идиома, присущая всем ранним языкам семейства ML, предназначенная для реализации ad-hoc-полиморфизма (перегрузки функций) посредством параметрического полиморфизма. Классы типов, впервые появившиеся в Haskell, представляют собой поддержку значений, индексированных типами, на уровне языка (и как таковые легко реализуются в языке модулей).
В простейшем виде эта идиома продемонстрирована в следующем примере на OCaml:
```
module
 
type
 
Arith
 
=
 
sig

   
type
 
t

   
val
 
(+)
 
:
 
t
 
->
 
t
 
->
 
t

   
val
 
neg
 
:
 
t
 
->
 
t

   
val
 
zero
 
:
 
t

end

module
 
Build_type
 
(
M
:
 
Arith
)
 
=
 
struct

   
let
 
typ
 
x
 
=
 
{
  
Type
.

                  
plus
 
=
 
M
.
(+);

                  
neg
 
=
 
M
.
(-);

                  
zero
 
=
 
M
.
zero
;

               
}

end

let
 
int
 
=
 
let
 
module
 
Z
 
=
 
Build_type
(
Int
)
 
in
 
Z
.
typ

let
 
int64
 
=
 
let
 
module
 
Z
 
=
 
Build_type
(
Int64
)
 
in
 
Z
.
typ

let
 
int32
 
=
 
let
 
module
 
Z
 
=
 
Build_type
(
Int32
)
 
in
 
Z
.
typ

let
 
native
 
=
 
let
 
module
 
Z
 
=
 
Build_type
(
Native_int
)
 
in
 
Z
.
typ

let
 
float
 
=
 
let
 
module
 
Z
 
=
 
Build_type
(
Float
)
 
in
 
Z
.
typ

let
 
complex
 
=
 
let
 
module
 
Z
 
=
 
Build_type
(
Complex
)
 
in
 
Z
.
typ

```

### Объектная модель
С помощью языка модулей можно построить простую объектную модель с динамической диспетчеризацией. Это пример интересен с учётом того, что SML не предоставляет никаких средств объектно-ориентированного программирования и не поддерживает подтипы.
Простейшую динамически диспетчеризируемую объектную модель можно легко построить в SML посредством записей. Тип записи, включающий функциональные значения, играет роль абстрактного класса, определяющего сигнатуру методов. Сокрытие внутреннего состояния и приватных методов этих объектов обеспечивает лексическая область видимости ML; таким образом, замыкания (ML-функции) могут играть роль конструкторов объектов этого класса. Такая реализация не позволяет строить сложные многоуровневые иерархии наследования (для этого требуется реализовывать подтипы, что делается посредством сложной реализации значений, индексированных типами и для чего существует несколько разных методов), но на практике её вполне достаточно для большинства задач при хорошем проектировании. Ниже рассмотрен вывод такой объектной модели на уровень модулей.
В качестве базы используются простейшие потоки данных:
```
signature
 
ABSTRACT_STREAM
 
=
 
sig

   
type
 
'a
 
t

   
val
 
isEmpty
:
 
'a
 
t
 
->
 
bool

   
val
 
push
:
 
'a
 
*
 
'a
 
t
 
->
 
'a
 
t

   
val
 
pop
:
 
'a
 
t
 
->
 
(
'a
 
*
 
'a
 
t
)
 
option

end

signature
 
STREAM
 
=
 
sig

   
include
 
ABSTRACT_STREAM

   
val
 
empty
 
:
 
'a
 
t

end

structure
 
Stack
 
:>
 
STREAM
 
=
 
struct

   
type
 
'a
 
t
 
=
 
'a
 
list

   
val
 
empty
 
=
 
[]

   
val
 
isEmpty
 
=
 
null

   
val
 
push
 
=
 
op
 
::

   
val
 
pop
 
=
 
List
.
getItem

end

structure
 
Queue
 
:>
 
STREAM
 
=
 
struct

   
datatype
 
'a
 
t
 
=
 
T
 
of
 
'a
 
list
 
*
 
'a
 
list

   
val
 
empty
 
=
 
T
 
([],
 
[])

   
val
 
isEmpty
 
=
 
fn
 
T
 
([],
 
_)
 
=>
 
true
 
|
 
_
 
=>
 
false

   
val
 
normalize
 
=
 
fn
 
([],
 
ys
)
 
=>
 
(
rev
 
ys
,
 
[])
 
|
 
q
 
=>
 
q

   
fun
 
push
 
(
y
,
 
T
 
(
xs
,
 
ys
))
 
=
 
T
 
(
normalize
 
(
xs
,
 
y::ys
))

   
val
 
pop
 
=
 
fn
 
(
T
 
(
x::xs
,
 
ys
))
 
=>
 
SOME
 
(
x
,
 
T
 
(
normalize
 
(
xs
,
 
ys
)))
 
|
 
_
 
=>
 
NONE

end

```

С помощью функторов можно реализовать обобщённые алгоритмы, манипулирующие потоками данных неизвестного внутреннего устройства и назначения:
```
functor
 
StreamAlgs
 
(
ST
 
:
 
ABSTRACT_STREAM
)
 
=

   
struct

      
open
 
ST

      
fun
 
pushAll
 
(
xs
,
 
d
)
 
=
 
foldl
 
push
 
d
 
xs

      
fun
 
popAll
 
d
 
=
 
let

         
fun
 
lp
 
(
xs
,
 
NONE
)
 
=
 
rev
 
xs

           
|
 
lp
 
(
xs
,
 
SOME
 
(
x
,
 
d
))
 
=
 
lp
 
(
x::xs
,
 
pop
 
d
)

      
in

         
lp
 
([],
 
pop
 
d
)

      
end

      
fun
 
cp
 
(
from
,
 
to
)
 
=
 
pushAll
 
(
popAll
 
from
,
 
to
)

   
end

```

Инстанцирование этого функтора структурами, сопоставимыми с сигнатурой ABSTRACT_STREAM, порождает функции, манипулирующие соответствующими потоками данных:
```
structure
 
S
 
=
 
StreamAlgs
 
(
Stack
)

structure
 
Q
 
=
 
StreamAlgs
 
(
Queue
)

S
.
popAll
 
(
S
.
pushAll
 
([
1
,
2
,
3
,
4
],
 
Stack
.
empty
))

(* результат: [4,3,2,1] *)

Q
.
popAll
 
(
Q
.
pushAll
 
([
1
,
2
,
3
,
4
],
 
Queue
.
empty
))

(* результат: [1,2,3,4] *)

```

Функтор StreamAlgs принимает параметр сигнатуры ABSTRACT_STREAM, а структуры Stack и Queue были подписаны сигнатурой STREAM, обогащающей сигнатуру ABSTRACT_STREAM. Отсюда следует одна тонкость: при разработке желательно соблюдать принятые в стандартной библиотеке конкретного диалекта соглашения, с тем, чтобы шире использовать имеющиеся наработки, особенно стандартные функторы (в SML Basis’2004 их не так много, но в расширениях некоторых компиляторов и в OCaml есть очень интересные примеры).
Порождённые структуры содержат определение типа ST.t из параметра функтора, но это разные типы: всякое определение типа в ML порождает новый тип. Поэтому попытка смешанного их использования приводит к ошибке согласования типов. Например, следующая строка будет отвергнута компилятором:
```
val
 
q
 
=
 
Q
.
push
 
(
1
,
 
Stack
.
empty
)

```

Интерфейс класса потоков удобно определить в виде записи. По соображениям типобезопасности предпочтительно использовать не псевдоним типа, а конструирующую функцию, отображающую такую запись на объект класса:
```
structure
 
Stream
 
=
 
struct

   
datatype
 
'a
 
t
 
=

      
I
 
of
 
{
 
isEmpty
 
:
 
unit
 
->
 
bool
,

             
push
 
:
 
'a
 
->
 
'a
 
t
,

             
pop
 
:
 
unit
 
->
 
(
'a
 
*
 
'a
 
t
)
 
option
 
}

   
fun
 
O
 
m
 
(
I
 
t
)
 
=
 
m
 
t

   
fun
 
isEmpty
 
t
 
=
 
O
 
#isEmpty
 
t
 
()

   
fun
 
push
 
(
v
,
 
t
)
 
=
 
O
 
#push
 
t
 
v

   
fun
 
pop
 
t
 
=
 
O
 
#pop
 
t
 
()

end

```

Модуль Stream фактически реализует сигнатуру ABSTRACT_STREAM ({\displaystyle Stream\succ ABSTRACT\_STREAM}), но явное подписывание отложено на потом.
Для превращения потокового модуля в потоковый класс необходимо добавить к нему два именованных конструктора, что можно сделать посредством функтора и конструкции открытия:
```
functor
 
StreamClass
 
(
D
 
:
 
STREAM
)
 
:
 
STREAM
 
=
 
struct

   
open
 
Stream

   
fun
 
make
 
d
 
=

      
I
 
{
 
isEmpty
 
=
 
fn
 
()
 
=>
 
D
.
isEmpty
 
d
,

          
push
 
=
 
fn
 
x
 
=>
 
make
 
(
D
.
push
 
(
x
,
 
d
)),

          
pop
 
=
 
fn
 
()
 
=>

               
case
 
D
.
pop
 
d
 
of

                  
NONE
 
=>
 
NONE

                
|
 
SOME
 
(
x
,
 
d
)
 
=>
 
SOME
 
(
x
,
 
make
 
d
)
 
}

   
val
 
empty
 
=

      
I
 
{
 
isEmpty
 
=
 
fn
 
()
 
=>
 
true
,

          
push
 
=
 
fn
 
x
 
=>
 
make
 
(
D
.
push
 
(
x
,
 
D
.
empty
)),

          
pop
 
=
 
fn
 
()
 
=>
 
NONE
 
}

end

```

Структура, порождаемая функтором StreamClass, включает в себя все компоненты структуры Stream (в том числе, конструктор I), но они не видны извне, так как результат функтора подписан сигнатурой STREAM.
Наконец можно опечатать модуль Stream:
```
structure
 
Stream
 
:
 
ABSTRACT_STREAM
 
=
 
Stream

```

В этом нет необходимости с точки зрения типобезопасности, поскольку и в прежнем виде модуль Stream не позволяет нарушить инкапсуляцию. Однако, сокрытие конструктора I обеспечивает гарантию, что только функтор StreamClass может быть использован для создания подклассов ABSTRACT_STREAM.
Очевидные примеры использования:
```
structure
 
StackClass
 
=
 
StreamClass
 
(
Stack
)

structure
 
QueueClass
 
=
 
StreamClass
 
(
Queue
)

```

Но это ещё не всё. Поскольку выше определённый функтор StreamAlgs принимает на вход структуру типа ABSTRACT_STREAM, то его можно инстанцировать структурой Stream, реализующей абстрактный потоковый класс:
```
structure
 
D
 
=
 
StreamAlgs
 
(
Stream
)

```

Порождённый модуль D, как и модуль Stream, работает с любым классом, наследованным от ABSTRACT_STREAM, что можно воспринимать как динамическую диспетчеризацию:
```
D
.
popAll
 
(
D
.
pushAll
 
([
1
,
 
2
,
 
3
,
 
4
],
 
StackClass
.
empty
))

(* результат: [4,3,2,1] *)

D
.
popAll
 
(
D
.
pushAll
 
([
1
,
 
2
,
 
3
,
 
4
],
 
QueueClass
.
empty
))

(* результат: [1,2,3,4] *)

```

Ни Stream, ни D не содержат не только изменяемого состояния, но и каких-либо констант — только типы и функции — однако, будучи переданным через механизм параметров, абстрактный класс здесь фактически используется как первоклассное значение, а не служит лишь виртуальной сущностью, как во многих объектно-ориентированных языках.

## О языке

### Низкоуровневое представление и эффективность
Традиционно структуры представляются в компиляторе посредством записей, а функторы — функциями над такими записями. Однако, существуют альтернативные внутренние представления — например, семантика Харпера — Стоуна и 1ML.
Использование функторов как средства декомпозиции крупного проекта означает замедление доступа к вычисленным посредством их конечным компонентам программ, и для каждого уровня вложения потери умножаются, как и при использовании обычных функций вместо непосредственных значений. Полнопрограммно-оптимизирующие компиляторы (MLton, MLKit, SML.NET) раскрывают рамки модулей и строят конечные определения компонентов функторов с учётом особенностей фактически переданных структур, что устраняет потери производительности. MLKit, кроме этого, использует раскрытие модулей для вывода регионов, что позволяет использовать язык для разработки приложений реального времени. При этом раскрытие рамок модулей может осуществляться различными стратегиями: например, MLton выполняет «дефункторизацию программы», а MLKit — «статическую интерпретацию языка модулей». Существует реализация опционального дефункторизатора для OCaml.

### Обоснование семантики
Многие годы язык модулей ML на теоретико-типовом уровне рассматривался как приложение теории зависимых типов, и это позволило доработать язык и тщательно исследовать его свойства. В действительности, модули (даже в первоклассной роли) не являются «по-настоящему зависимыми»: сигнатура модуля может зависеть от типов, входящих в состав другого модуля, но не от входящих в него значений.

#### Просвечивающие суммы Харпера — Лилибриджа
Роберт Харпер и Марк Лилибридж (Mark Lillibridge) построили исчисление просвечивающих сумм (англ. translucent sums) для формального обоснования языка модулей первого класса высшего порядка. Это исчисление применяется в семантике Харпера — Стоуна. Кроме того, его элементы стали частью ревизированного Определения SML (SML'97).

#### Семантика Харпера — Стоуна
Семантика Харпера — Стоуна (сокращённо «семантика Х-С», англ. HS semantics) представляет собой интерпретацию SML в типизированной системе (typed framework). Последняя включает систему модулей, основанную на просвечивающих суммах Харпера — Лилибриджа (см. выше). Интерпретация теоретически элегантна, но поддерживает ложное впечатление, что ML-модули сложны в реализации: в ней используются одноэлементные рода́, зависимые типы и непростая система эффектов.

#### F-преобразование Россберга — Руссо — Дрейера
Андреас Россберг, Клаудио Руссо и Дерек Дрейер совместно показали, что распространённое мнение о неоправданно высоком пороге вхождения для языка модулей является ложным. Они построили преобразование языка модулей в плоскую Систему Fω (лямбда-исчисление второго порядка), показав тем самым, что язык модулей сам по себе в действительности является лишь особым случаем (синтаксическим сахаром) использования Системы Fω. В этом смысле основным преимуществом использования модулей по сравнению с работой непосредственно в Системе Fω оказывается значительная степень автоматизации многих сложных действий (согласование сигнатур с учётом обогащения, неявная упаковка/распаковка экзистенциалов, и др.).
«F-инговая семантика» (F-ing semantics), или F-преобразование, поддерживает в том числе Функторы высшего порядка и модули первого класса в форме пакетов Руссо. Доказательство надёжности F-преобразования было механизировано «локально-безымянным» (Locally Nameless) методом в Coq. Авторы подытожили проделанную работу как крайне болезненную и не рекомендуют впредь использовать данный метод. Достигнутые результаты в дальнейшем вдохновили Россберга на создание 1ML.

### Критика и сравнение с альтернативами
Язык модулей ML является наиболее развитой системой модулей в языках программирования и продолжает развиваться. Он предоставляет возможности управления иерархией пространств имён (посредством структур), тончайшей настройки интерфейсов (посредством сигнатур), абстракцией на стороне клиента (посредством функторов) и на стороне реализатора (посредством опечатывания).
Большинство языков не имеют ничего, сравнимого с функторами. Ближайшим аналогом функторов могут служить появившиеся позже них шаблоны классов C++, но функторы намного проще в использовании, так как шаблоны C++ не только не обеспечивают типобезопасность, но и страдают от целого ряда других недостатков. Некоторые языки предоставляют макро-подсистемы, позволяющие автоматически порождать код и гибко управлять зависимостями времени компиляции (Lisp, Си), но зачастую эти макро-подсистемы являются неверифицируемой надстройкой над основным языком, позволяя произвольное переписывание программы строка-к-строке, что может повлечь массу проблем. Лишь в XXI веке были разработаны макро-подсистемы, являющиеся типобезопасными (Template Haskell, Nemerle), некоторые из которых доступны одновременно с функторами (MetaML, MetaOCaml).
Отличительным достоинством функторов является то, что они могут компилироваться и проходить проверку типов даже в случае, если в программе нет ни одной структуры, которая могла бы быть передана им в качестве фактического параметра. При этом, функторы описывают взаимодействие на уровне интерфейсов, а не реализаций, позволяя разрывать зависимости времени компиляции. Обычно платой за это является некоторое снижение производительности программ, но методы полнопрограммной оптимизации успешно решают эту проблему.
Язык модулей часто воспринимается как сложный для понимания, причина чего лежит в сложной математике, необходимой для его обоснования. Саймон Пейтон-Джонс уподобил функторы автомобилю Porsche за их «высокую мощь, но скудное её соотношение с ценой». Сторонники ML не соглашаются с этой точкой зрения, утверждая, что язык модулей не сложнее в использовании/реализации/понимании, чем классы типов Хаскела или система классов Java с дженериками и джокером, и в действительности это вопрос субъективных предпочтений.
При обнаружении компилятором ошибок в определениях модулей, выводимые сообщения об ошибках могут оказываться очень длинными, что в случае с функторами, особенно высшего порядка, может причинять особое неудобство. Поэтому блок определений типов и функций над ними следует оформлять в виде модуля лишь после его разработки по частям (для чего в большинстве реализаций предусмотрен режим REPL). Некоторые реализации (например, Poly/ML) предоставляют собственные расширения для решения этой проблемы. Другие (например, SML2c), наоборот, позволяют компилировать только программы уровня модулей.

### История, философия, терминология
Идея языка модулей состоит в том, чтобы крупномасштабная семантика программ повторяла семантику ядра ML (англ. Core ML), то есть зависимости между крупными компонентами программ формулировались подобно зависимостям мелкого уровня. Соответственно, структуры представляют собой «значения» уровня модулей (англ. module-level values); сигнатуры (называемые также «типами модулей» или «модулями-типами») характеризуют «типы» значений уровня модулей (module-level types), а функторы — «функции» уровня модулей. Аналогия, однако, не тождественная: как содержание модулей, так и отношения между модулями могут быть сложнее, чем в ядре языка. Наиболее значимыми усложнениями в этом смысле являются включение подструктур в сигнатуры и ограничение на соиспользование. В Комментариях к Определению SML’90 была отмечена потенциальная возможность реализации функторов высшего порядка (аналогии с функциями высшего порядка), но их реализации появились позже.
В первоначальном виде язык модулей предложен Дэвидом МакКуином (англ. David MacQueen). В дальнейшем наиболее существенный вклад в теоретико-типовое обоснование и расширение языка модулей внесли многие учёные. Работы включают формализацию рекурсивных, вложенных, локальных модулей, модулей высшего порядка и первого класса, а также неоднократный пересмотр их обоснования с целью упрощения как самой модели, так и её опорной метатеории и доказательства её надёжности. Развитие языка модулей тесно пересекается с развитием ядра ML и отмечено десятками работ многих учёных, но можно выделить следующие ключевые вехи:
- 1984 — МакКуин — начальная идея[66].
- 1990 — Милнер, Харпер, МакКуин, Тофти — отдельная от ядра языка модель в составе Определения, доказательство её надёжности посредством так называемого порождающего пломбирования типов[20].
- 1994 — Аппель, МакКуин — раздельная компиляция[6].
- 1995 — Леруа — упрощение метатеории до прозрачных типов (не порождающих), аппликативные функторы[67].
- 1994 — Харпер, Лилибридж — теоретико-типовое обоснование с зависимыми типами[9].
- 1999—2000 — Руссо — упрощение метатеории до второго порядка, первоклассные модули в форме пакетов[39][40].
- 2000 — семантика Харпера — Стоуна➤.
- 2010 — Россберг, Руссо, Дрейер — упрощение метатеории до плоской Системы F, механизация доказательства её надёжности в Coq[3].
- 2015 — Россберг — 1ML➤, единая с ядром языка модель[34].

Другой диалект ML — язык Caml — изначально поддерживал язык модулей с рядом отличий. Впоследствии он развился до языка Objective Caml, дополнившего язык модулей подсистемой объектно-ориентированного программирования, органично развивающей идеи языка модулей. OCaml продолжал непрерывно эволюционировать и к середине 2010-х годов его язык модулей дополнился рядом экспериментальных возможностей. Отдельные реализации SML поддерживают некоторые из этих возможностей в качестве расширений. Наиболее значимым нововведением являются модули первого класса, поддерживаемые также языком Alice.

### Применение

#### В различных языках
Семантика языка модулей совершенно не зависит от того факта, что ML является строгим языком — он может использоваться и в ленивых языках. Более того, были предложены частные реализации языка модулей поверх ядер семантически иных языков (например, Prolog и Signal).

#### Параметрическое наращивание языков
В 2000 году Ксавье Леруа (разработчик OCaml) предложил реализацию обобщённой порождающей модели, позволяющей надстроить язык модулей ML над ядром произвольного (в достаточно широком диапазоне) языка со своей системой типов (например, Си). Эта модель реализована посредством самого языка модулей — в виде функтора, параметризованного данными о ядре языка и описанием его механизма проверки согласования типов.

#### Модули как основа для ядра языка
После трёх десятилетий эволюции языка модулей как надстройки над ядром языка, в 2015 году Андреас Россберг (разработчик Alice) предложил вместо традиционного надстраивания языка модулей поверх ядра языка, использовать язык модулей в качестве промежуточного языка для представления конструкций ядра языка. Это делает модули истинно первоклассными значениями (не требующими упаковывания в пакеты) — см. 1ML.

### Учебники, руководства, справочники, использование
Язык Standard ML:
- Роберт Харпер[англ.]. Introduction to Standard ML (неопр.). — Carnegie Mellon University, 1986. — ISBN PA 15213-3891.
  - Перевод на русский язык: 
Роберт Харпер. Введение в Стандартный ML (неопр.). — Carnegie Mellon University, 1986. — 97 с. — ISBN PA 15213-3891.

- Lawrence C. Paulson. ML for the Working Programmer (неопр.). — 2nd. — Cambridge, Great Britain: Cambridge University Press, 1996. — 492 с. — ISBN 0-521-57050-6 (твёрдый переплёт), 0-521-56543-X (мягкий переплёт).

- Riccardo Pucella. Notes on Programming Standard ML of New Jersey (недоступная ссылка — история) ( (англ.)) // (Last revised January 10, 2001). — Cornell University, 2001.

- Роберт Харпер. Programming in Standard ML (неопр.) / licensed under the Creative Commons Attribution-Noncommercial-No Derivative Works 3.0 United States License. — Draft: ver.1.2 of 11.02.2011. — Carnegie Mellon University, 2011. — 297 с.

Язык OCaml:
- Minsky, Madhavapeddy, Hickey. Real World OCaml: Functional Programming for the Masses (неопр.). — O'Reilly Media, 2013. — 510 p. — ISBN 9781449324766.
  - Перевод на русский язык: 
Мински, Мадхавапедди, Хикки. Программирование на языке OCaml (неопр.). — ДМК, 2014. — 536 с. — (Функциональное программирование). — ISBN 978-5-97060-102-0.

Язык модулей:
- The Module Language. (глава онлайн-версии книги «Développement d’applications avec Objective Caml by Emmanuel Chailloux, Pascal Manoury and Bruno Pagano»)

- Signatures and structures

- Michael P. Fourman. SML Modules ( (англ.)). — 2010.

- Standard ML of New Jersey User's Guide. 1.3. Modules (англ.).

### История, анализ, критика
- David MacQueen. Modules for Standard ML (неопр.). — LFP'84 Proceedings of the 1984 ACM Symposium on LISP and functional programming, 1984. — С. 198—207. — ISBN 0-89791-142-3. — doi:10.1145/800055.802036.

- David MacQueen. Using dependent types to express modular structure ( (англ.)) // POPL. — ACM, 1986.

- Robin Milner, Mads Tofte, Роберт Харпер. The Definition of Standard ML (неопр.). — The MIT Press, 1990. — ISBN 0-262-63181-4.

- Robin Milner, Mads Tofte. Commentary on Standard ML ( (англ.)). — Universiry of Edinburg, University of Nigeria, 1991. Архивировано 1 декабря 2014 года.

- Luca Cardelli[англ.]. Typeful programming ( (англ.)) // IFIP State-of-the-Art Reports. — New York: Springer-Verlag, 1991. — Вып. Formal Description of Programming Concepts. — С. 431–507.

- Andrew W. Appel. A Critique of Standard ML ( (англ.)). — Princeton University, revised version of CS-TR-364-92, 1992.

- Andrew Appel, David MacQueen. Separate Compilation for Standard ML ( (англ.)). — SIGPLAN 94-6/94, ACM 0-89791-662-x/94/006, 1994. — doi:10.1.1.14.4810.

- Robert Harper, Mark Lillibridge. Type-Theoretic Approach to Higher-Order Modules with Sharing (неопр.). — POPL. — ACM Press, 1994. — ISBN CMU-CS-93-197. — doi:10.1.1.14.3595.

- Xavier Leroy. Applicative functors and fully transparent higher-order modules ( (англ.)). — POPL, 1995.

- Mads Tofte. Essentials of Standard ML Modules ( (англ.)). — University of Copenhagen, 1996.

- Robin Milner, Mads Tofte, Robert Harper, David MacQueen. The Definition of Standard ML: Revised (неопр.). — The MIT Press, 1997. — ISBN 9780262631815.

- John C. Reynolds. Theories of programming languages. — Cambridge University Press, 1998. — ISBN 978-0-521-59414-1 (hardback), 978-0-521-10697-9 (paperback).

- Claudio Russo. Non-Dependent Types for Modules ( (англ.)) // Principles and Practice of Declarative Programming. — Principles and Practice of Declarative Programming, 1999.

- Claudio Russo. First-class structures for Standard ML ( (англ.)). — International Conference on Principles of Programming Languages, 2000.

- Xavier Leroy. A Modular Module System ( (англ.)) // vol.10, issue 3. — Journal of Functional Programming, 2000. — С. 269—303.

- Derek Dreyer, Karl Crary, Robert Harper. A type system for higher-order modules ( (англ.)) // CMU-CS-05-131. — POPL, 2003. — doi:10.1.1.12.2728.

- Derek Dreyer. Understanding and Evolving the ML Module System ( (англ.)) // CMU-CS-05-131. — Carnegie Mellon University, 2005.

- Andreas Rossberg. The Missing Link - Dynamic Components for ML ( (англ.)). — ICFP, 2006. — doi:10.1.1.140.7392.

- Stephen Weeks. Whole-Program Compilation in MLton ( (англ.)). — 2006. Архивировано 29 июня 2007 года.

- Derek Dreyer, Robert Harper. Modular Type Classes ( (англ.)). — ACM SIGPLAN, 2007.

- Derek Dreyer, Andreas Rossberg. Mixin' Up the ML Module System ( (англ.)). — ICFP, 2008.

- Georg Neis, Derek Dreyer, Andreas Rossberg. Non-Parametric Parametricity ( (англ.)) // ICFP. — ACM, 2009.

- Alain Frisch, Jacques Garrigue. First-class modules and composable signatures in Objective Caml 3.12 ( (англ.)). — 2010.

- Jeremy Yallop, Oleg Kiselyov. First-class modules: hidden power and tantalizing promises (to GADTs and beyond) ( (англ.)). — ACM SIGPLAN Workshop on ML, 2010.

- Andreas Rossberg, Claudio Russo, Derek Dreyer. F-ing Modules ( (англ.)). — TLDI, 2010.

- Andreas Rossberg. 1ML – Core and Modules United (F-ing First-class Modules) ( (англ.)). — ICFP, 2015.